# Maurizio Bidinost
Maurizio Bidinost  (né le 10 janvier 1959 à Cordenons) est un coureur cycliste italien. Professionnel de 1982 à 1986, il a été quatre fois médaillé en poursuite individuelle et poursuite par équipes aux championnats du monde de cyclisme sur piste de 1979 à 1982.

## Palmarès sur piste

### Championnats du monde
- Amsterdam 1979
  -  Médaillé d'argent de la poursuite individuelle amateur
  -  Médaillé de bronze de la poursuite par équipes amateur
- Brno 1981
  -  Médaillé de bronze de la poursuite individuelle amateur
- Leicester 1982
  -  Médaillé de bronze de la poursuite individuelle

### Championnats nationaux
- Champion d'Italie de poursuite individuelle amateur en 1979, 1981
- Champion d'Italie de poursuite par équipes amateur en 1979, 1981
- Champion d'Italie de poursuite individuelle en 1982, 1983, 1985, 1986

### Six Jours
- Six Jours de Nouméa en 1980 (avec Bernard Vallet) et 1981 (avec Francesco Moser)
- Six Jours de Berlin en 1982 (avec Patrick Sercu)

## Palmarès sur route
- 1978
  -  Champion du monde militaire du contre-la-montre par équipes (avec Ivano Maffei, Silvestro Milani et Gianni Giacomini)
- 1979
  -  Champion d'Italie du contre-la-montre amateur
  - Flèche d'or (avec Raniero Gradi)
- 1981
  - 2e du championnat d'Italie du contre-la-montre amateur